# Arcytophyllum setosum
Arcytophyllum setosum är en måreväxtart som först beskrevs av Hipólito Ruiz López och Pav., och fick sitt nu gällande namn av Diederich Franz Leonhard von Schlechtendal. Arcytophyllum setosum ingår i släktet Arcytophyllum och familjen måreväxter. Inga underarter finns listade i Catalogue of Life.